# Андраш Радо
Андраш Радо (мађ. Radó András; Папа, 9. септембар 1993) је мађарски фудбалер који игра на позицији нападача. Био је најбољи стрелац мађарског фудбалског првенства у сезони  2019/20.

## Клупска каријера
У својој првој пуној сезони са Сомбатхељ Халадаш, постигао је два гола и направио осам асистенција. У сезони 2012/13. постигао је седам голова и имао седам асистенција.
Дана 2. априла 2016, Радо је постао шампион Мађарске лиге са Ференцварошем.

## Репрезентација
Играо је за мађарску репрезентацију до 19 година и одиграо је девет утакмица. За репрезентацију до 21 године дебитовао је током квалификација за европско првенство за младе, одиграо је такође девет утакмица.

## Остварења

### Клуб
Ференцварош
- НБ I:  
  - шампион: 2015/16.
- Куп Мађарске у фудбалу:  
  - првак: 2015/16., 2016/17.[4]

Вашаш
- НБ II:
  - шампион: 2021/22.

### Индивидуално
Залаегерсег
- Најбољи стрелац Мађарске лиге: (1): 2019/20. (13. голова)

Сомбатхељ
- Нандор Хидегкути награда: 2013.